# Glossogobius ankaranensis
Glossogobius ankaranensis är en fiskart som beskrevs av Banister, 1994. Glossogobius ankaranensis ingår i släktet Glossogobius och familjen smörbultsfiskar. IUCN kategoriserar arten globalt som sårbar. Inga underarter finns listade i Catalogue of Life.